# Přírodní park Vračanský Balkán
Přírodní park Vračanský Balkán (bulharsky Природен парк Врачански Балкан) je chráněné území se statutem přírodního parku v pohoří Stara planina v západním až severozápadním Bulharsku.

## Popis
Přírodní park Vračanský Balkán byl založen v roce 1989, nachází se v západní části pohoří Stara planina, v části zvané Vračanská planina, přičemž zabírá většinu její plochy. Při zakládání přírodního parku nebyl uveden specifický důvod ochrany.

## Ochrana
Území je chráněno jako přírodní park s výměrou 30129.9 hektaru od roku 1989.

## Chráněné celky v rámci přírodního parku
V hranicích Přírodního parku Vračanský Balkán se nachází několik dalších, rozlohou menších chráněných celků. Jsou to:
Chráněné lokality:
- Lakatnické skály
- Borov kamăk
- Veždata
- Vola

Přírodní památky:
- Vratcata
- Ledenika - jeskyně
- Novata peštera
- Temnata dupka
- Ritlite

## Galerie

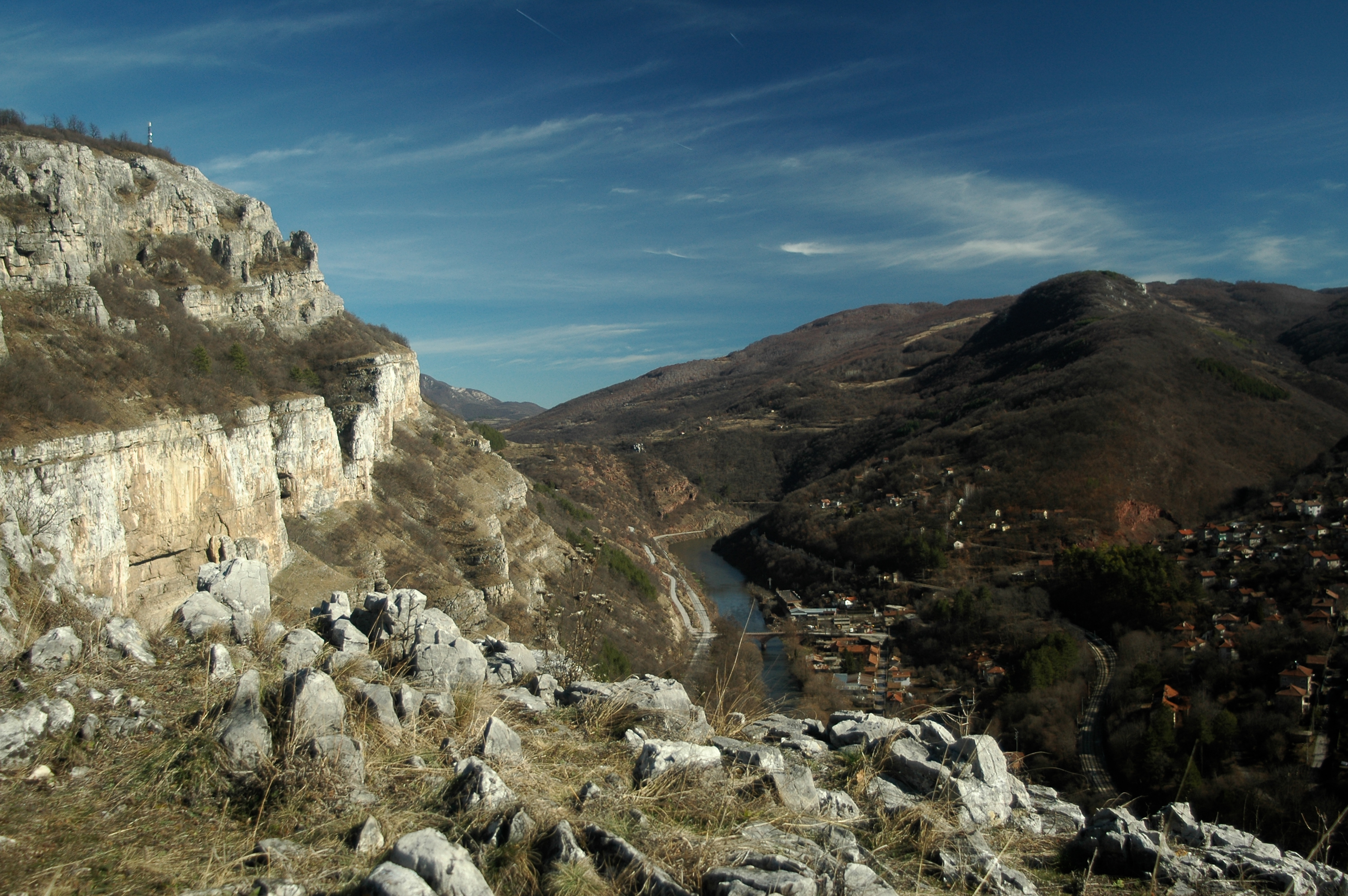
Jiskărská rokle v Přírodním parku Vračanský Balkán
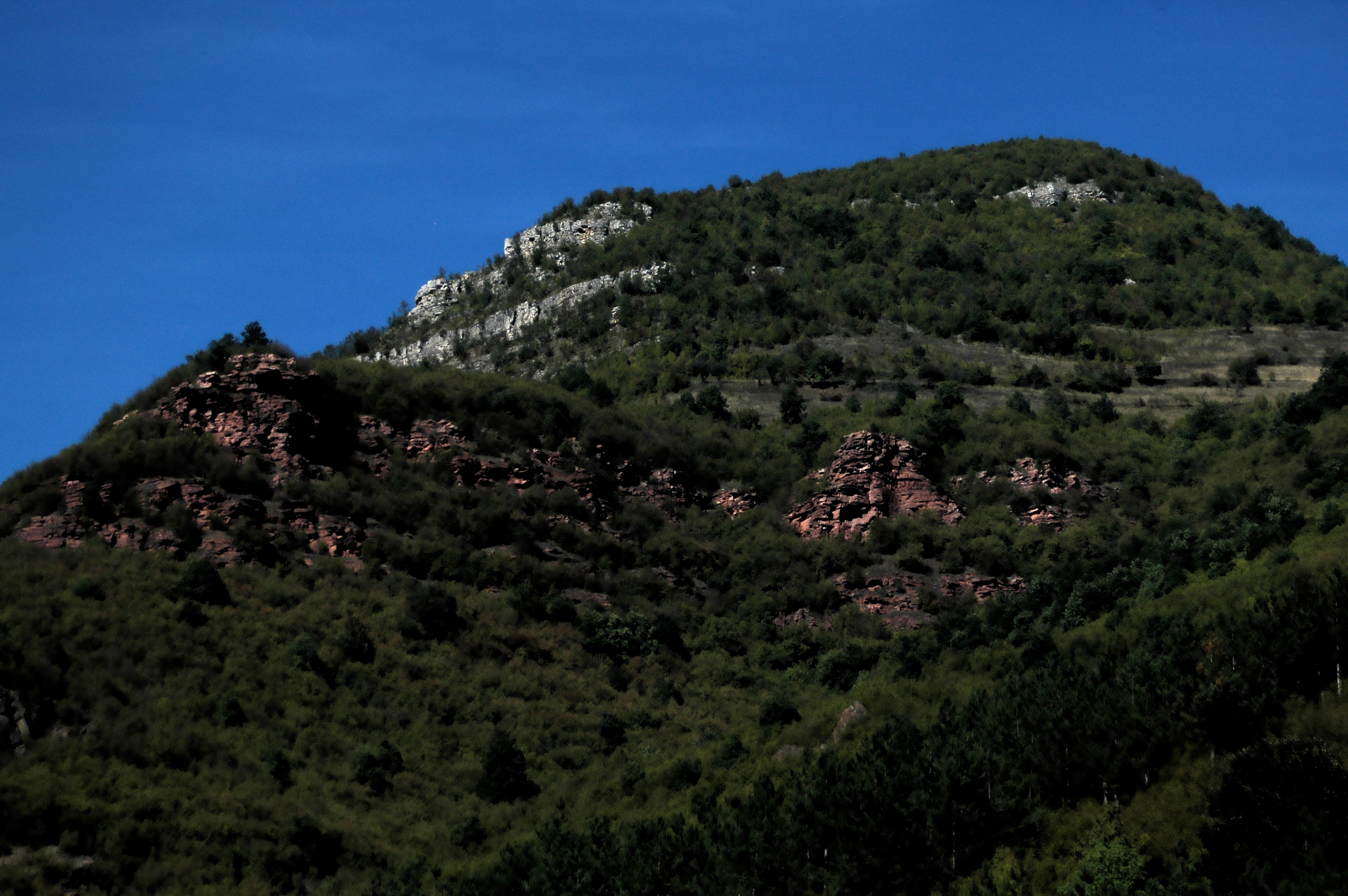
Vračanský Balkán u vesnice Opletna
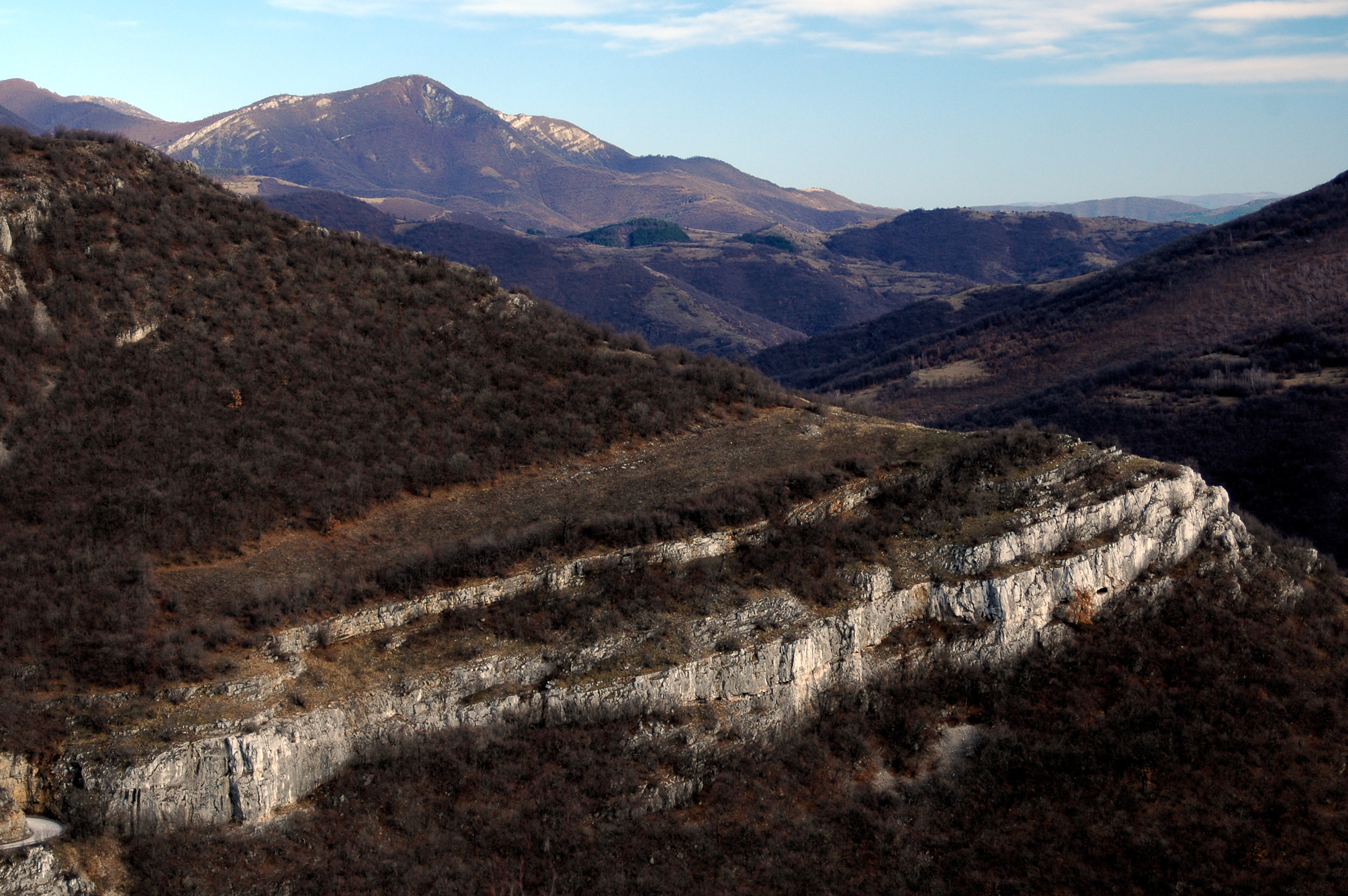
Vračanský Balkán u vesnice Milanovo
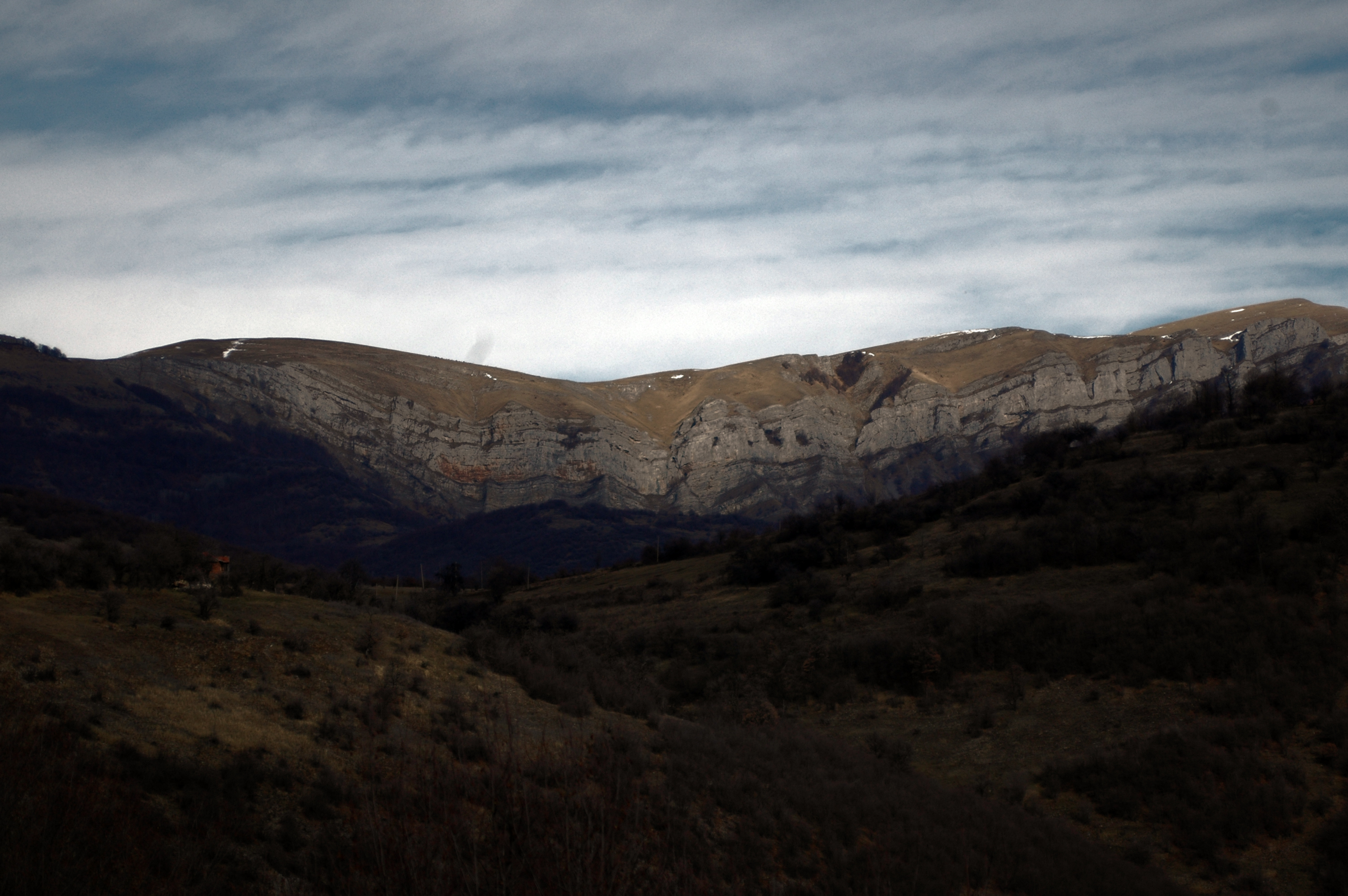
Vračanský Balkán u vesnice Milanovo